# 1960 في التلفزيون البريطاني
هذه قائمة بالأحداث المتعلقة التي حدثت بالتلفزيون البريطاني منذ عام 1960.

## الأحداث

### يناير
- 1 يناير - أصبح السير هيو جرين المدير العام لهيئة الإذاعة البريطانية.
- 31 كانون الثاني (يناير) - توسعت منطقة البث التلفزيوني الجنوبي عندما بدأ البث إلى كينت وشرق ساسكس [1] بعد أن منحت هيئة التلفزيون المستقلة الجنوب حق البث إلى جنوب شرق إنجلترا.

### فبراير
- لا أحداث.

### مارس
- 26 مارس - بثت محطة تلفزيون بي بي سي The Grand National لأول مرة.[2] [3]
- 29 مارس - أقيمت مسابقة الأغنية الأوروبية الخامسة في Royal Festival Hall في لندن. فرنسا تفوز بالمسابقة بأغنية «توم بيليبي» التي تؤديها جاكلين بوير.

### أبريل
- لا أحداث.

### مايو
- مايو - حول أنجليا ينطلق كبرنامج مرتين في الأسبوع مصاحبًا لنشرة الأخبار المسائية الإقليمية لمدة 10 دقائق في إيست أنجليا في أيام الأسبوع. دفع نجاحها إلى تمديدها إلى أربع ليالٍ في الأسبوع في سبتمبر التالي ثم إلى كل ليلة في الأسبوع.[4]

### يونيو
- 20 يونيو - نان وينتون تصبح أول مذيعة أخبار وطنية في خدمة تلفزيون بي بي سي.
- 29 يونيو - تم افتتاح مركز تلفزيون بي بي سي في لندن.[5]

### يوليو
- 13 يوليو - تم إنشاء لجنة بيلكنجتون للإذاعة للنظر في مستقبل البث والكابل و «إمكانية العرض التلفزيوني للجمهور». ينتقد تقريرهم، الذي نُشر في عام 1962، الشعبوية في قناة ITV ، ويوصي بمنح القناة التلفزيونية الوطنية الثالثة في بريطانيا (بعد خدمة تلفزيون بي بي سي و ITV) إلى بي بي سي. تم إطلاق BBC Two في أبريل 1964.

### أغسطس
- لا أحداث.

### سبتمبر
- 10 سبتمبر - تبث قناة ITV أول مباراة مباشرة لدوري كرة القدم تُعرض على شاشة التلفزيون، والأخيرة منذ 23 عامًا.[6]
- 11 سبتمبر - عرض Danger Man لأول مرة على قناة ITV.
- 19 سبتمبر - بدأت مدارس BBC في استخدام معرف المخطط الدائري.

### أكتوبر
- 8 أكتوبر - تمت إعادة تسمية خدمة تلفزيون بي بي سي ليصبح تلفزيون بي بي سي.

### نوفمبر
- لا أحداث.

### ديسمبر
- 9 ديسمبر - تم بث الحلقة الأولى من مسلسل Coronation Street من إنتاج تلفزيون غرناطة في مانشستر على قناة ITV. [6] ويقصد به أن يكون طيارًا لمدة 13 أسبوعًا، وسوف يستمر في تجاوز الحلقة رقم 10000 في الذكرى الستين لتأسيسه كأطول مسلسل تلفزيوني في بريطانيا. الشخصيات التي تم تقديمها في الحلقة الأولى تشمل كين بارلو (ويليام روش) وإليسي تانر (بات فينيكس) وإينا شاربلز (فيوليت كارسون).

## لأول مرة

### خدمة تلفزيون بي بي سي / بي بي سي تي في
- 1 يناير - المشكلة مع هاري (1960)
- 1 يناير - How Green Was My Valley (1960)
- 3 يناير - BBC Sunday-Night Play (1960-1963)
- 3 يناير - الحديقة السرية (1960)
- 21 يناير - حياة النعيم (1960-1961)
- 29 كانون الثاني (يناير) - سايكس و A ... (1960-1965)
- 26 فبراير - إيما (1960)
- 4 أبريل - لا تفعل ذلك ديمبسي (1960)
- 12 أبريل - سكوتلاند يارد (1960)
- 24 أبريل - The Long Way Home (1960)
- 28 أبريل - عصر الملوك (1960)
- 16 مايو - مسألة درجة (1960)
- 17 مايو - يوركي (1960-1961)
- 8 يونيو - أيام الانتقام (1960)
- 12 يونيو - سانت ايفز (1960)
- 1 يوليو - The Herries Chronicle (1960)
- 24 يوليو - مغامرات توم سوير (1960)
- 27 يوليو - الفتاة الذهبية (1960-1961)
- 8 أغسطس - Here Lies Miss Sabry (1960)
- 19 أغسطس - البيت الصغير في ألينجتون (1960)
- 16 سبتمبر إنه عالم مربع (1960-1964)
- 16 سبتمبر - لا إكليل للجنرال (1960)
- 18 سبتمبر - ملابس الأغنام (1960)
- 22 سبتمبر - لقاء مع البطل (1960)
- 30 سبتمبر - بارنابي روج (1960)
- 10 أكتوبر - بول طرسوس (1960)
- 11 أكتوبر - هنا هاري (1960-1965)
- 31 أكتوبر - ميجريت (1960-1963)
- 15 نوفمبر - عالم تيم فريزر (1960-1961)
- 24 نوفمبر - المواطن جيمس (1960-1962)
- 25 نوفمبر - عرض تشارلي دريك (1960-1961)
- 27 نوفمبر - السنوات الباسلة (1960-1961)
- 26 ديسمبر - بريان ريكس يقدم (1960-1971)
- غير معروف - حكايات من ضفة النهر (1960)

### آي تي في
- 17 يناير - هجوم مضاد! (1960)
- 30 يناير - رجل من الانتربول (1960)
- 3 فبراير - سومرست موغام ساعة (1960-1963)
- 6 مارس - صيغة الخطر (1960)
- 25 فبراير - شلالات فور فيذر (1960)
- 28 فبراير - قصة داخلية (1960)
- 28 فبراير - التشويق (1960)
- 1 مارس - تحقيقات فرانسيس ستورم (1960)
- 1 أبريل - بيغلز (1960)
- 1 أبريل - الأسباب المتجولة (1960)
- 20 أبريل - حب مايك (1960)
- 24 أبريل - الهدف لونا (1960)
- 4 مايو - يونغ آت هارت (1960)
- 5 يونيو - مسرح غموض الكرسي (1960-1965)
- 13 يونيو - الموعد النهائي منتصف الليل (1960-1961)
- 28 يونيو - رفاق ميس (1960-1962)
- 8 يوليو للمحاكمة (1960)
- 10 سبتمبر - جراح الشرطة (1960)
- 10 سبتمبر - مسرح 70 (1960-1961)
- 11 سبتمبر - رجل الخطر (1960–1961 ، 1964–1968)
- 11 سبتمبر - بيتنا (1960-1962)
- 11 سبتمبر - Pathfinders in Space (1960)
- 23 سبتمبر Bootsie and Snudge (1960-1963 ، 1974)
- 19 أكتوبر - الرجل الغريب (1960-1963)
- 1 نوفمبر - The Old Pull 'n Push (1960-1961)
- 14 نوفمبر - عرض ديكي هندرسون (1960-1968)
- 9 ديسمبر - شارع التتويج (1960 حتى الآن)
- 10 ديسمبر - الغشاشون (1960-1962)
- 11 ديسمبر - باثفايندرز إلى المريخ (1960-1961)
- غير معروف - Torchy the Battery Boy (1960–1961)

## البرامج التلفزيونية المستمرة

### عشرينيات القرن الماضي
- بي بي سي ويمبلدون (1927-1939، 1946-2019، 2021-2024)

### الثلاثينيات
- سباق القوارب (1938-1939، 1946-2019)
- بي بي سي للكريكيت (1939، 1946-1999، 2020-2024)

### الأربعينيات
- شاهد مع الأم (1946-1973)
- تعال للرقص (1949-1998)

### الخمسينيات
- آندي باندي (1950–1970، 2002-2005)
- كل ما يخصك (1952-1961)
- راغ وتاج وبوبتيل (1953-1965)
- الأيام الخوالي (1953-1983)
- بانوراما (1953 حتى الآن)
- كتاب مصور (1955-1965)
- ليلة الأحد في بلاديوم لندن (1955-1967، 1973-1974)
- اختر ما تريد (1955-1968، 1992-1998)
- ضاعف نقودك (1955-1968)
- ديكسون دوك جرين (1955-1976)
- ممتاز جدا (1955-1984، 2020 إلى الوقت الحاضر)
- نصف ساعة هانكوك (1956-1961)
- فرصة نوكس (1956-1978، 1987-1990)
- هذا الأسبوع (1956-1978، 1986-1992)
- مسرح الكرسي (1956-1974) [7]
- ماذا تقول الأوراق (1956-2008)
- لعبة الجيش (1957-1961)
- السماء في الليل (1957 إلى الوقت الحاضر)
- بلو بيتر (1958 إلى الوقت الحاضر)
- المدرج (1958-2007)
- وجها لوجه (1959-1962)
- نوجين ذا نوج (1959-1965، 1970، 1979-1982)

## إنتهت في عام 1960
- مغامرات روبن هود (1955-1960)
- الحياة ويذ ذا ليونز (1955-1960)
- كامبيون (1959-1960)

## المواليد
- 4 يناير - جوليا سانت جون، ممثلة
- 6 يناير - نايجيلا لوسون، طاهية وكاتبة
- 6 فبراير - جيريمي بوين، صحفي ويلزي ومقدم برامج تلفزيونية
- 18 فبراير - كارول ماكجيفين، مذيعة
- 19 فبراير - ليزلي آش، ممثلة
- 22 فبراير - بول أبوت، كاتب تلفزيوني
- مارس - دان باترسون، منتج كوميدي
- 10 مارس - آن ماكنزي، مذيعة الشؤون الجارية الاسكتلندية
- 16 مارس - جيني إكلير، كوميدية وروائية
- 11 نيسان / أبريل - جيريمي كلاركسون، صحفي إنجليزي ومقدم برنامج تلفزيوني
- 22 أبريل - غاري رودس، صاحب مطعم وشيف مشهور (توفي عام 2019)
- 25 أبريل - روبرت بيستون، صحفي ومحرر أعمال في بي بي سي
- 5 مايو - جيليان رايت، ممثلة
- 6 مايو - روما داوني، ممثلة ومنتجة إيرلندية شمالية
- 25 مايو - أنثيا تورنر، مقدم برامج تلفزيونية وشخصية إعلامية
- 4 يونيو - برادلي والش، الممثل الكوميدي والممثل الإنجليزي
- يونيو - ليندسي كولسون، ممثلة
- 11 يوليو - كارولين كوينتين، ممثلة
- 13 يوليو - إيان هيسلوب، مذيع ومحرر
- 27 يوليو - غابرييل جليستر، ممثلة (بروكسايد)
- 10 سبتمبر - كولين فيرث، ممثل إنجليزي
- 12 سبتمبر - فيليسيتي مونتاجو، ممثلة (أنا آلان بارتريدج)
- 17 سبتمبر - أنابيل أبسيون، ممثلة
- 11 أكتوبر - نيكولا براينت، ممثلة
- 29 أكتوبر - فينولا هيوز، ممثلة
- 17 نوفمبر - جوناثان روس، مقدم برامج تلفزيوني إنجليزي
- 23 تشرين الثاني (نوفمبر) - دارين جوردون، صحفي ومقدم أخبار
- 30 نوفمبر - غاري لينيكر، لاعب كرة قدم إنجليزي ومقدم برامج تلفزيونية
- 17 ديسمبر - كاي بورلي، مقدمة أخبار
- 24 ديسمبر - كارول فورديرمان، مقدمة تلفزيونية
- 27 ديسمبر- مريم دابو ممثلة